# Carpenter (Iowa)
Carpenter – miasto w Stanach Zjednoczonych, w stanie Iowa, w hrabstwie Mitchell. 

## Demografia
Zgodnie ze spisem statystycznym z 2000, miasto liczyło 130 mieszkańców. W 2023 liczba mieszkańców spadła do 90 osób, a gęstość zaludnienia do 225 osób/km².